# Wake no Kiyomaro

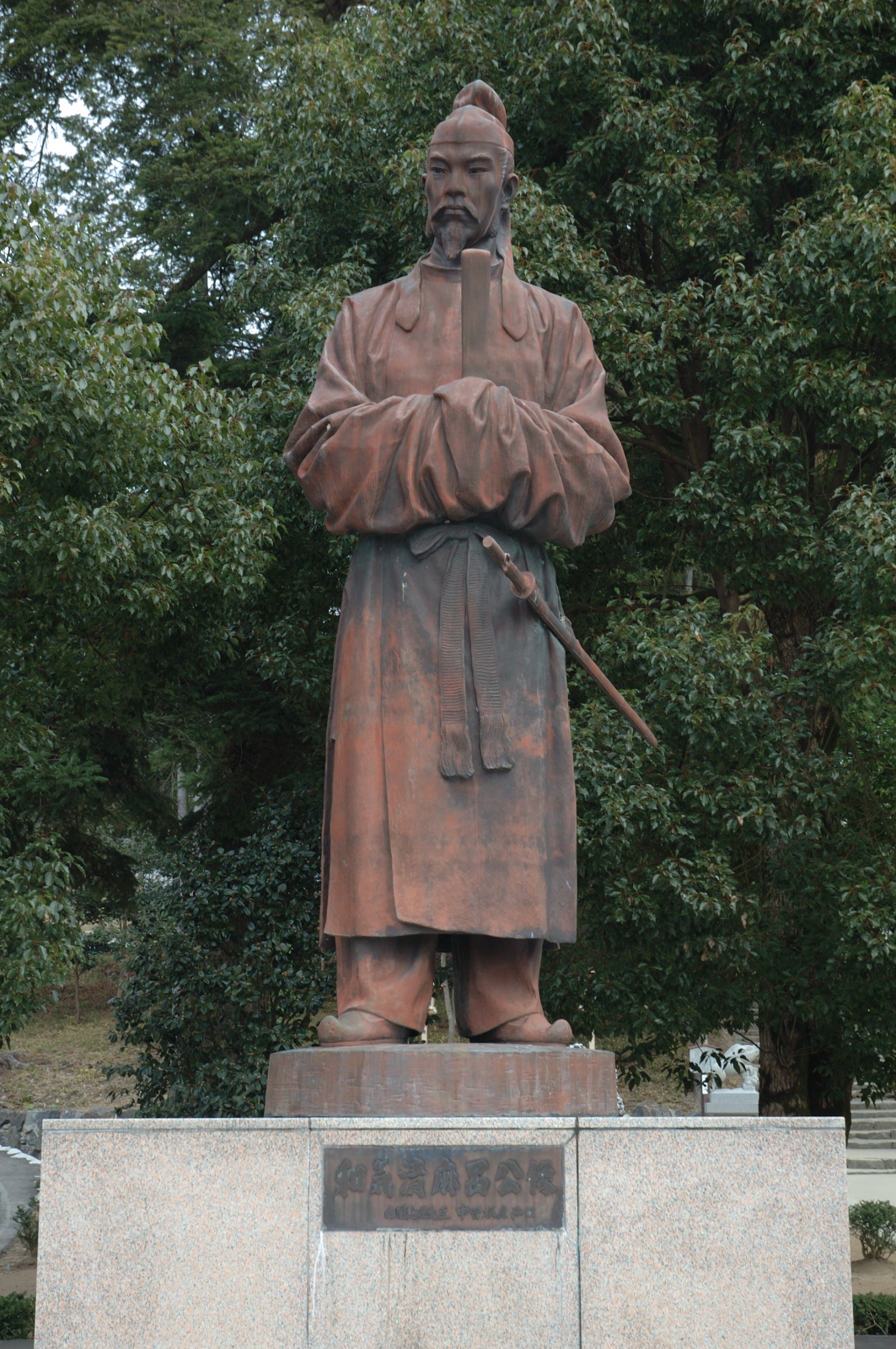
Statue de Wake no Kiyomaro au sanctuaire Wake

Wake no Kiyomaro (和気清麻呂, 733–799) est un fonctionnaire japonais de haut rang de l'époque de Nara.

## Biographie
Il naît dans la province de Bizen (de nos jours le district de Wake, préfecture d'Okayama) dans une famille de dévots bouddhistes politiquement importants qui espèrent conserver le bouddhisme et la politique séparés par une réforme religieuse. Il devient conseiller de confiance de l'empereur Kammu, position qu'il utilise pour encourager le développement du bouddhisme dans une direction qui l'empêcherait de poser une menace pour le gouvernement,. Selon le Shoku Nihongi, il est envoyé au Usa Hachiman-gū pour recevoir un message divin ; indiquant que seules les personnes descendants d'Amaterasu peuvent devenir empereur, il réfute le message divin précédent prétendant que Dōkyō doit être le prochain empereur après l'impératrice Kōken (plus tard impératrice Shōtoku). Cette déclaration met Dōkyō en colère, qui use de son influence auprès de l'impératrice pour que soit publié un édit qui envoie Kiyomaro en exil. Il fait aussi couper les tendons des jambes de Kiyomaro que seule la protection du clan Fujiwara empêche d'être tué.
L'année suivante cependant, l'impératrice Shōtoku meurt. L'empereur Kōnin lui succède, qui à son tour exile Dōkyō dans la province de Shimotsuke et non seulement fait revenir Wake no Kiyomaro de son exil mais le nomme aussi à la fois kokushi (gouverneur) de la province de Bizen et udaijin (ministre délégué d'État),. 
L'année suivante, il demande au gouverneur du dazaifu d'envoyer des fonctionnaires à Usa afin enquêter sur les allégations d'« oracles frauduleux ». Dans son compte-rendu ultérieur, Wake no Kiyomaro déclare que sur cinq oracles examinés, deux s'avèrent avoir été fabriqués. En conséquence, le gouvernement décharge Usa no Ikemori de son poste de prêtre en chef et le remplace par Ōga no Tamaro, jusque-là déshonoré. Ensuite de quoi, Wake no Kiyomaro retourne dans la province de Yamato. Il demeure un conseiller de confiance de l'empereur Kammu; au printemps de 793, il convainc l'empereur d'abandonner la construction très en retard d'une capitale à Nagaoka et de chercher à la place un autre emplacement vers le nord-est, à Heian-kyō (actuelle Kyōto.
Son visage paraît sur les billets de 10 yens émis à partir de 1888.